# Dmitri Tschwykow
Dmitri Alexandrowitsch Tschwykow (kyrillisch Дмитрий Александрович Чвыков; auch Dmitriy Chvykov; * 14. Oktober 1974 in Alma-Ata) ist ein ehemaliger kasachisch-kirgisischer Skispringer. Er nahm an zwei Olympischen Winterspielen teil.

## Werdegang
Tschwykow trat zunächst für das kasachische Team an. Sein Debüt bei internationalen Wettkämpfen gab er bei den Olympischen Winterspielen 1998 in Nagano, wo er von der Normalschanze 30., von der Großschanze 49. und im Teamwettbewerb mit der kasachischen Mannschaft 11. wurde. Nach den Olympischen Spielen wechselte er aus dem kasachischen in das kirgisische Team, wo er fortan für den Skiklub der Hauptstadt Bischkek startete. Nachdem er im Winter 1998/99 die bei einem Wechsel des Verbandes vorgeschriebene einjährige Sperrzeit absolviert hatte, startete er im Winter 1999/2000 im Weltcup, dabei gelang ihm am 9. Januar 2000 in Engelberg erstmals die Qualifikation für ein Weltcupspringen, in dem er 40. wurde. Im Sommer 2000 schaffte er bei einem Sommer Grand Prix in Villach ebenfalls die Qualifikation. Im folgenden Winter konnte er sich beim Vierschanzentournee-Springen in Garmisch-Partenkirchen ebenfalls qualifizieren und belegte den 41. Platz. Darauf nahm er an der Nordischen Skiweltmeisterschaft 2001 in Lahti teil, wo er von der Normalschanze 34. und von der Großschanze 35. wurde. Nachdem er im Sommer 2001 bei zwei Grand Prix-Springen die Qualifikation gemeistert hatte, konnte er sich im Dezember des Jahres gleich für mehrere Weltcupspringen qualifizieren. Dabei verpasste er am 16. Dezember 2001 in Engelberg als 31. die Punkteränge nur knapp. Nachdem er zwischendurch bei einem Continental Cup in St. Moritz angetreten war, nahm er auch an der Vierschanzentournee 2001/02 teil, wo er sich am 4. Januar 2002 in Innsbruck wieder für den ersten Wertungsdurchgang qualifizierte und den 41. Platz belegte. Bei den Olympischen Winterspielen 2002 in Salt Lake City war er neben dem Biathleten Alexander Tropnikow der einzige Teilnehmer Kirgisistans. Bei der Eröffnungsfeier fungierte er als Fahnenträger. Bei den Wettbewerben wurde er von der Normalschanze 39. und von der Großschanze 41. Nach den Olympischen Spielen beendete er seine Karriere.
Er ist der erfolgreichste Skispringer der kirgisischen Geschichte.